# Holsted Kirke (Vejen Kommune)
 For alternative betydninger, se Holsted Kirke. (Se også artikler, som begynder med Holsted Kirke)
Holsted Kirke er bygget 1885-86 efter tegning af Tage Olivarius, og glasmosaikruderne er lavet af professor Kræsten Iversen, født i Holsted.

## Eksterne kilder og henvisninger
- Holsted Kirke hos KortTilKirken.dk
- Holsted Kirke i bogværket Danmarks Kirker (udg. af Nationalmuseet)

- Wikimedia Commons har flere filer relateret til Holsted Kirke (Vejen Kommune)